# Xorides brookei
Xorides brookei är en stekelart som först beskrevs av Cameron 1903.  Xorides brookei ingår i släktet Xorides och familjen brokparasitsteklar. Inga underarter finns listade i Catalogue of Life.